# Bahnhof Brilon Stadt
Der Bahnhof Brilon Stadt (auch als Stadtbahnhof bezeichnet) ist einer von vier in Betrieb befindlichen Personenbahnhöfen in der nordrhein-westfälischen Stadt Brilon. Er liegt in zentraler Lage zur Innenstadt Brilons. Das Empfangsgebäude und der ehemalige Güterschuppen des Bahnhofs sind seit 2009 denkmalgeschützt.

## Geschichte

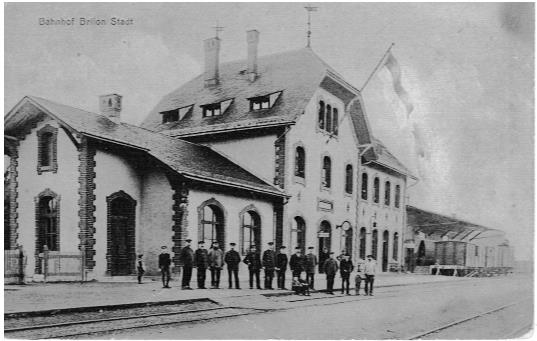
Bahnhof vor 1918

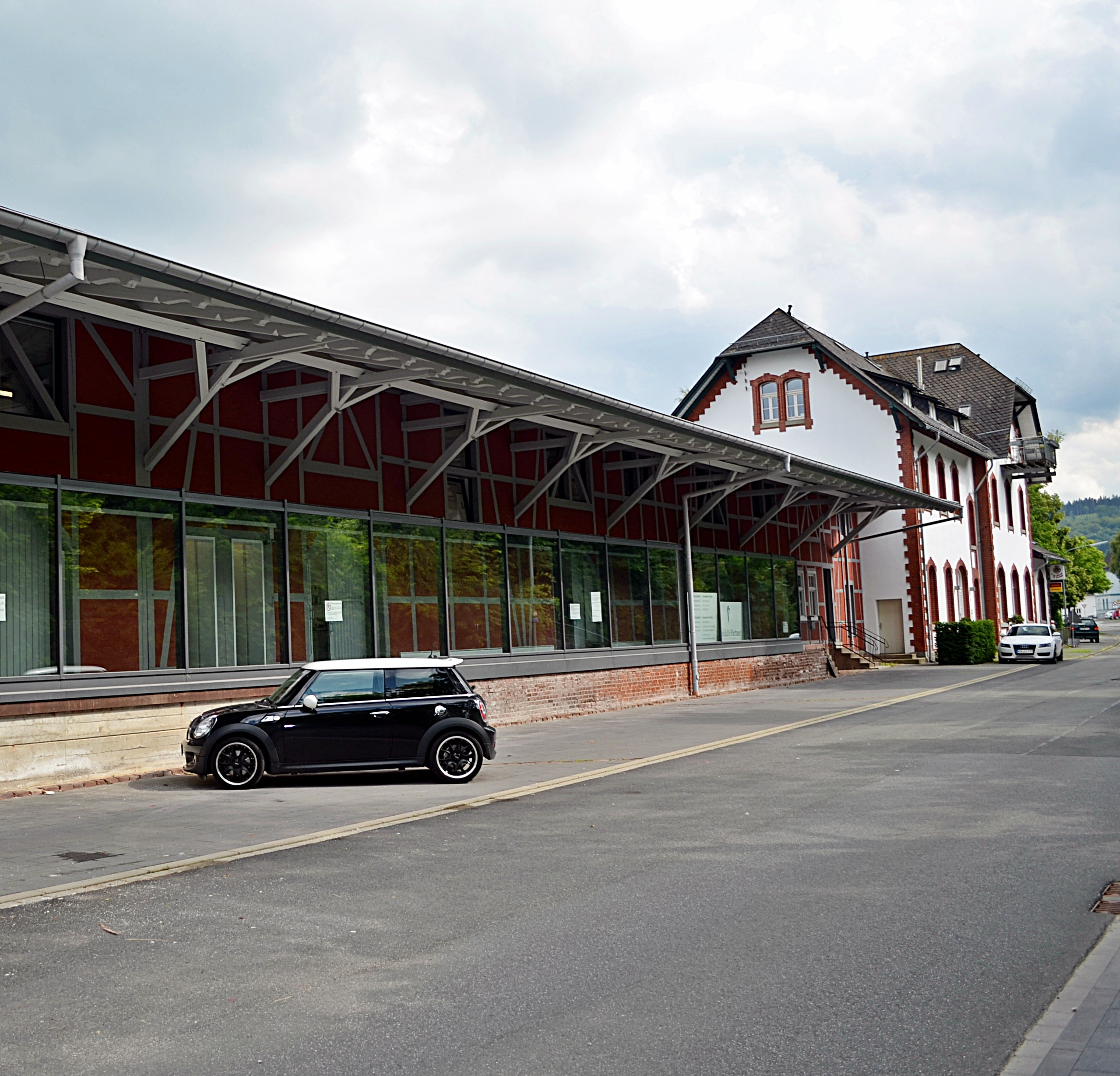
Der ehemalige Güterschuppen 2012, im Hintergrund das Empfangsgebäude

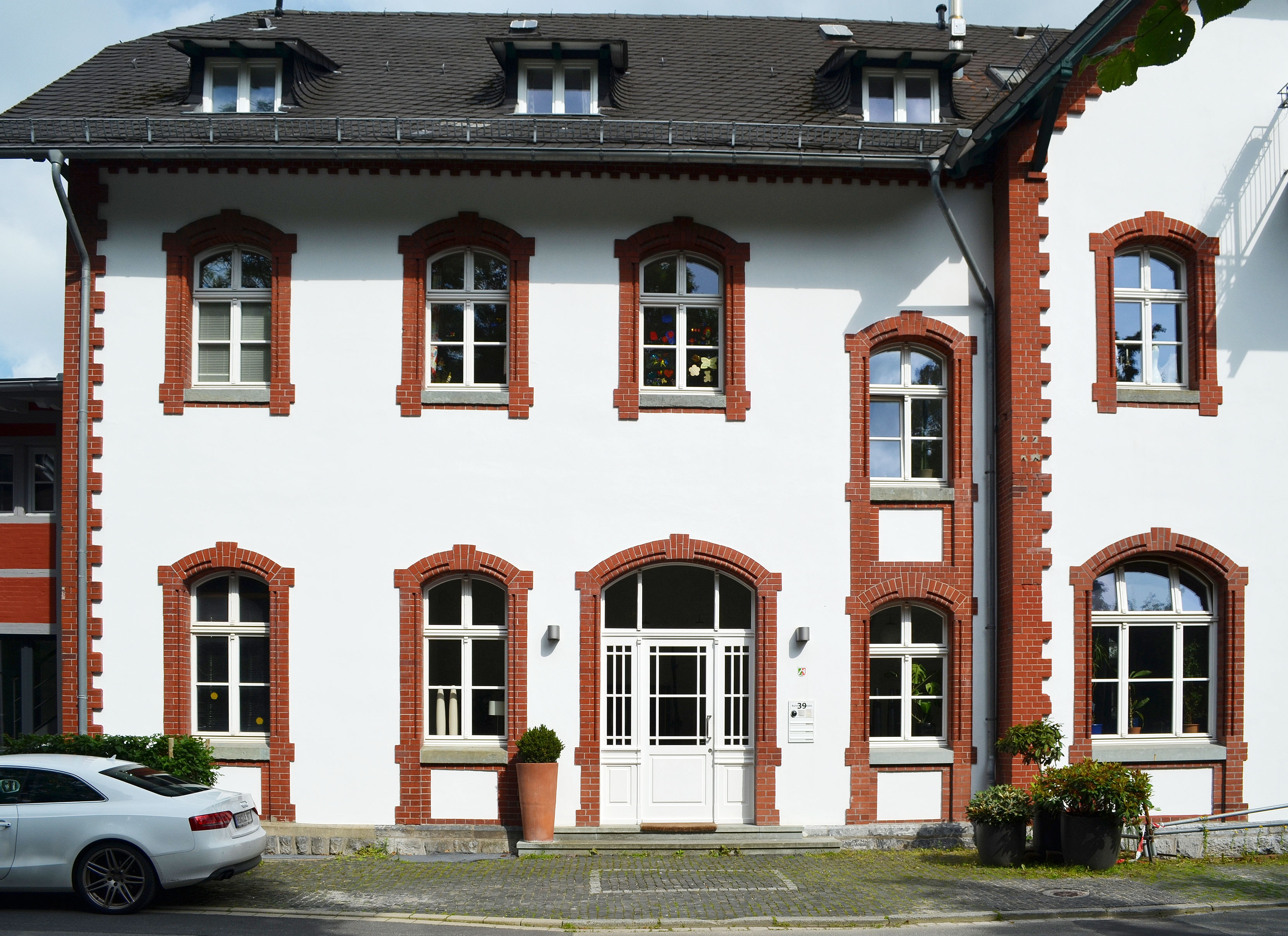
Der nördliche Teil des ehemaligen Empfangsgebäudes (2012)

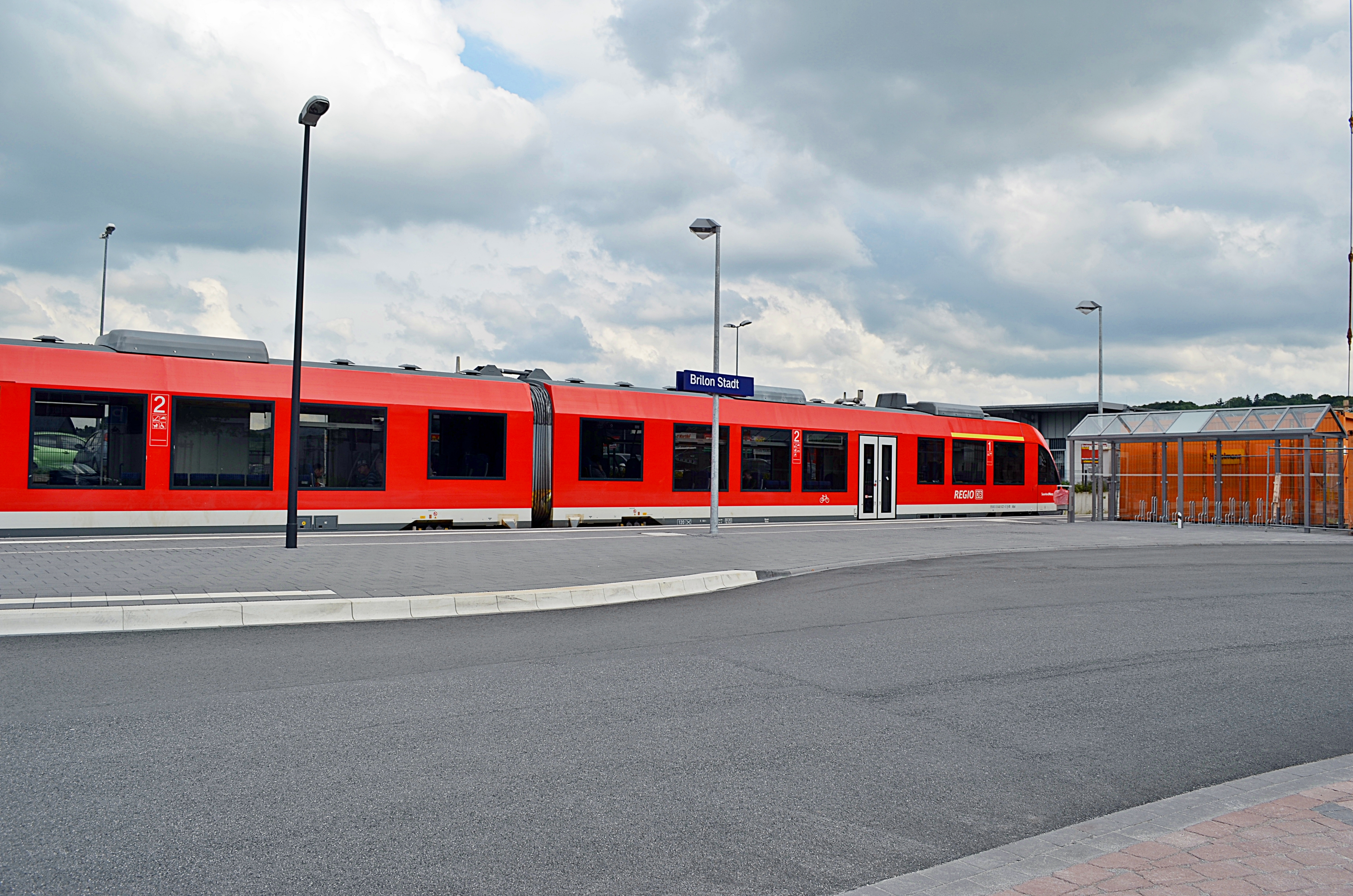
Ein Zug steht 2012 im Bahnhof. Rechts ist die überdachte Fahrradabstellanlage zu sehen, vorne ein Teil des Busbahnhofs.

Der Bahnhof Brilon Stadt wurde am 1. Dezember 1898 mit dem ersten Abschnitt der Möhnetalbahn von Belecke bis Brilon durch die Westfälische Landes-Eisenbahn (WLE) in Betrieb genommen. Genau ein Jahr später erfolgte die Verlängerung von Belecke nach Soest.
Am 1. April 1901 wurde die Teilstrecke Büren–Brilon Wald der Almetalbahn in Betrieb genommen. Hierdurch wurde der Bahnhof Brilon Stadt Trennungsbahnhof zweier Bahnstrecken.
Der fahrplanmäßige Personenverkehr auf der Möhnetalbahn endete am 26. September 1958 zwischen Belecke und Brilon. Zwischen Brilon und Heidberg wurde der Güterverkehr noch bis zum 28. Februar 1979 betrieben. Die Gleise wurden im darauffolgenden Jahr abgebaut.
Auf der Strecke von Brilon Wald über Brilon Stadt, Thülen, Alme und Büren nach Paderborn Hbf wurde der Personenverkehr am 29. September 1974 eingestellt. Der Güterverkehr zwischen Brilon Wald und der Firma Egger in Brilon blieb jedoch erhalten und wird auch heute noch regelmäßig betrieben.
Seit 1981 findet in den Sommermonaten Museumsbahnverkehr auf dem Abschnitt Brilon Stadt – Büren (Westf)-Weinberg statt. Wegen des seit 2008 fehlenden Bahnsteiges in Brilon Stadt verkehren die Züge der Museumsbahn seitdem nur noch bis Thülen. Der Betrieb der Museumsbahn wurde im Jahr 2014 eingestellt. Grund dafür war eine fehlende Hauptuntersuchung der Fahrzeuge.
Im Jahr 2007 wurden die Gleise zwischen Brilon Wald und Brilon Egger saniert, da die Firma Egger einen gesteigerten Bedarf an einer Bedienung hat und die Sanierung der Gleise eine Bedingung für einen Ausbau des Standortes Brilon war.
Im Jahre 2008 wurden dann im Bahnhof Brilon Stadt die Gleise 1 und 4–8 abgerissen. Auf den ehemaligen Gleisflächen entstand das Einkaufszentrum „Brilon Arkaden“. Verblieben sind in Brilon Stadt nur noch zwei Gleise.
Ende 2008 hat das Ministerium für Bauen und Verkehr des Landes Nordrhein-Westfalen zugesagt, den Bahnhof Brilon Stadt in den Infrastrukturfinanzierungsplan aufzunehmen, unter der Bedingung, dass der Zweckverband Ruhr-Lippe (ZRL) den Schienenpersonennahverkehr für die Bahnstrecke von Brilon Wald nach Brilon Stadt auch bestellt. Der ZRL hat dies mit Beschluss vom 23. Juni 2009 bestätigt. Nach mehreren Verschiebungen wurde zum Fahrplanwechsel 2011/2012 am 11. Dezember 2011 der Schienenpersonennahverkehr (SPNV) auf dem Abschnitt Brilon Stadt–Brilon Wald wieder aufgenommen, der erste Zug fuhr am 10. Dezember. Seitdem verkehren durchgehende Züge nach Dortmund und Marburg.

## Gebäude
Empfangsgebäude und Güterschuppen wurden an Privat verkauft. Das Empfangsgebäude wurde teilweise gastronomisch genutzt, im Güterschuppen befinden sich seit 2010 nach einer Sanierung und Umbau Büros.

## Gleisanlagen
Bis zum Rückbau im Jahre 2008 besaß der Bahnhof Brilon Stadt umfangreiche Gleisanlagen. Verblieben sind davon nur noch ein Bahnsteiggleis (Gleis 2) sowie ein bahnsteigloses Gleis (Gleis 3), auf welchem Züge des Güterverkehrs abgestellt werden können.
Bei der Reaktivierung des Bahnhofs Brilon Stadt wurde nördlich des bisherigen Bahnsteigs ein barrierefreier Bahnsteig errichtet. Gleichzeitig wurde ein neuer zentraler Busbahnhof geschaffen.
Ursprünglich gab es neben dem Hausbahnsteig noch zwei Zwischenbahnsteige an den benachbarten Gleisen, der Zugang erfolgte ebenerdig über die Gleise. Daneben gab es noch drei Gleise ohne Bahnsteig, am östlichsten Gleis war eine Kopf- und Seitenrampe.

### WLE
Die Möhnetalbahn führte von Norden zum Bahnhof, die Züge der WLE nutzten den Staatsbahnhof mit. Die beiden westlichsten Gleise gehörten der WLE, das eine Gleis führte zum Güterschuppen, das andere zum Hausbahnsteig. Nördlich des Bahnhofes besaß die WLE einen zweiständigen Lokomotivschuppen, dessen Zufahrt im Streckengleis mündete.

## Betrieb
Der Bahnhof Brilon Stadt gehört wie die Kernstadt dem Westfalentarif (WT) an. Aufgabenträger für den Schienenpersonennahverkehr ist der Zweckverband SPNV Ruhr-Lippe (ZRL).

### Bahn

#### Personenverkehr
Seit dem 11. Dezember 2011 betreibt DB Regio NRW die wiedereröffnete Strecke von Brilon Wald nach Brilon Stadt. Brilon wird seitdem von zwei (seit Dezember 2024: drei) Linien erreicht:
- Der Sauerland-Express (RE 17, KBS 435) verkehrt ab ca. 8 Uhr stündlich von Hagen Hbf nach Brilon Wald und von dort zweistündlich weiter nach Brilon Stadt.
- Der Dortmund-Sauerland-Express (RE 57, KBS 435) verkehrt bis ca. 8 Uhr von Dortmund Hbf nach Bestwig, wo er teilweise geflügelt wird und je ein Teil nach Winterberg oder nach Brilon Stadt fährt.
- Die Kurhessenbahn betreibt auf der Bahnstrecke Wega–Brilon Wald die Linie RE/RB 97, (KBS 439) von Brilon Stadt über Brilon Wald, Willingen, Korbach, Frankenberg (Eder) nach Marburg im Ein- bis Zwei-Stunden-Takt.

| Linie       | Zuglauf | Takt                                                          | Betreiber        |
| ----------- | --- | ------------------------------------------------------------- | ---------------- |
| RE 17       | Sauerland-Express: Hagen Hbf – Schwerte (Ruhr) – Fröndenberg – Wickede (Ruhr) – Neheim-Hüsten – Arnsberg (Westf) – Oeventrop – Freienohl – Meschede – Bestwig – Olsberg – Brilon Wald – Brilon Stadt Stand: Fahrplanwechsel Dezember 2024 | 60 min Hagen – Brilon Wald 120 min Brilon Wald – Brilon Stadt | DB Regio         |
| RE 57       | Dortmund-Sauerland-Express: Dortmund Hbf – Dortmund-Hörde – Fröndenberg – Wickede (Ruhr) – Neheim-Hüsten – Arnsberg (Westf) – Oeventrop – Freienohl – Meschede – Bestwig – Olsberg – Brilon Wald – Brilon Stadt Stand: Fahrplanwechsel Dezember 2024 | Einzelzüge morgens/abends                                     | DB Regio         |
| RE 97 RB 97 | Lahn-Sauerland-Express: Brilon Stadt – Brilon Wald – Willingen – Usseln – Korbach Hbf – Korbach Süd – Vöhl-Thalitter (nur RB 97) – Vöhl-Herzhausen – Vöhl-Schmittlotheim (nur RB 97) – Vöhl-Ederbringhausen (nur RB 97) – Frankenberg-Viermünden – Frankenberg-Goßberg – Frankenberg (Eder) – Burgwald-Birkenbringhausen – Wiesenfeld – Ernsthausen – Münchhausen – Simtshausen – Wetter (Hessen) – Cölbe – Marburg (Lahn) Stand: Fahrplanwechsel Dezember 2021 | 60/120 min                                                    | DB Kurhessenbahn |

Die Fahrzeit von/nach Korbach beträgt mit der Regionalbahn meist eine Dreiviertelstunde. Nach Brilon Wald ist man acht Minuten unterwegs.

#### Güterverkehr
Auf dem 10 km langen Abschnitt von Brilon Wald über Brilon Stadt nach Brilon Egger betreiben DB Cargo Deutschland und die Westfälische Landes-Eisenbahn (WLE) Güterverkehr zur Firma Egger.

### Bus
Ab dem im Dezember 2011 eröffneten zentralen Omnibusbahnhof fahren Linien der Regionalverkehr Ruhr-Lippe GmbH (RLG), ein Tochterunternehmen der Westfälischen Verkehrsgesellschaft mbH (WVG), und der Busverkehr Ruhr-Sieg GmbH (BRS), ein Tochterunternehmen der bahneigenen WB Westfalen Bus GmbH.